# قدمگاه (خاتم)
قدمگاه علی (ع)، روستایی از توابع بخش مرکزی شهرستان خاتم در استان یزد ایران است.

## جمعیت
این روستا براساس سرشماری مرکز آمار ایران در سال ۱۳۸۵، جمعیت آن زیر سه خانوار بوده‌است. و اکنون این آمار به بالای 5 خانوار افزایش یافته است.